# Stèle des évadés de France

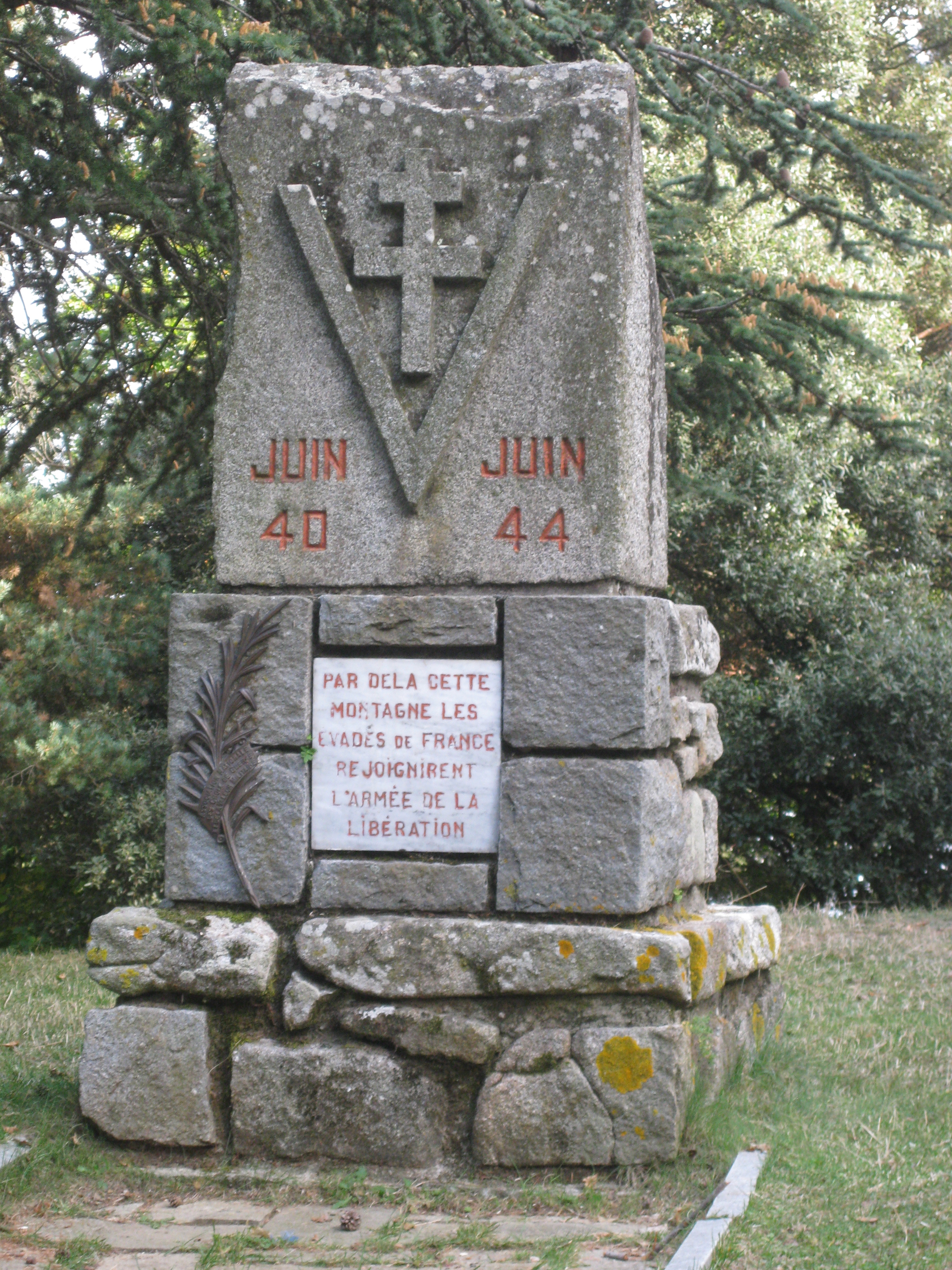
Stèle de Fontfrède à Céret

Les stèles des évadés de France sont un ensemble de monuments dressés à la mémoire des résistants qui, durant la Seconde Guerre mondiale, quittèrent la France pour rejoindre les Forces françaises libres et l'Armée française de la Libération, par les côtes au début de la guerre puis via l'Espagne. Ces marques du souvenir, érigées en majorité le long de la Frontière entre l'Espagne et la France, sont dues dans l'immédiat après-guerre aux initiatives des sections locales de l'Union des évadés de France. Les sections départementales et régionales de la Confédération des anciens combattants français, évadés de France, internés en Espagne prendront ensuite le relais.
La première stèle a été érigée à Céret en 1946 près du pic de Fontfrède. 
Suivent :
- Ascain (1947), dont la première pierre est posée par le général de Gaulle au cours d'un déplacement de deux jours au Pays basque en septembre 1947[2].
- Saint-Cast (Côtes d'Armor) (1949) dont les colonnes de granit commémorent la tentative d'évasion de 15 jeunes gens le 12 février 1941 à bord d'un bateau de pêche arraisonné par les gardes-côtes allemands[3].
- Hendaye (1957),
- Ciboure (1955),
- Bedous (1987),
- Laruns (1988),
- Guéthary (1989),
- Biarritz (1990),
- Dorres (1990),
- Nîmes (1992),
- Narbonne (1993),
- Alès (1993),
- La Pierre Saint-Martin, (1993),
- Aunac, (1994),
- Itxassou (1995),
- Bordeaux (1995),
- Loudenvielle (1996),
- Capbreton (1998),
- Hasparren (1998)
- Paris (1999),
- Marignac (2002),
- Tardets (2006)[4].